# Nataliya Leshchyk
Nataliya Leshchyk est une gymnaste rythmique biélorusse née le 25 juillet 1995 à Minsk (RSS de Biélorussie).

## Biographie
En 2012, Nataliya Leshchyk est médaillée d'argent olympique du concours des ensembles à Londres, avec ses coéquipières Maryna Hancharova, Ksenia Sankovich, Aliaksandra Narkevich, Alina Tumilovich et Anastasia Ivankova.